# Cancer-Bio-Santé
Cancer-Bio-Santé est un pôle de compétitivité français situé à Toulouse, créé en 2005 et présidé par Pierre Montoriol. Il est spécialisé dans la lutte contre le cancer et rassemble des industriels, écoles d'ingénieurs et universités.